# Stanislav Baran
Stanislav Baran (* 3. října 1959) je bývalý slovenský fotbalista, záložník. Po skončení aktivní kariéry působí jako trenér. Působil i jako trenér slovenské mládežnické reprezentace.

## Fotbalová kariéra
V československé lize hrál za Tatran Prešov. Nastoupil v 6 ligových utkáních. Gól v lize nedal.

## Ligová bilance
| Ročník                                   | Zápasy | Góly | Minuty | Klub          |
| ---------------------------------------- | ------ | ---- | ------ | ------------- |
| 1. československá fotbalová liga 1977/78 | 1      | 0    | 16     | Tatran Prešov |
| 1. československá fotbalová liga 1978/79 | 6      | 0    | 244    | Tatran Prešov |
| CELKEM 1. liga                           | 7      | 0    | 260    |               |